# Ісмаїл-паша аль-Тарабулсі
Ісмаїл-паша аль-Тарабулсі (*д/н — 1792) — державний і військовий діяч Османської імперії. Прізвисько аль-Тарабулсі перекладається як Триполітанський.

## Життєпис
За походженням грузин. Юнаком захоплений і перетворений на раба. Його відправили до Триполі в Сирії. Згодом перебрався до Тунісу.
Утім перша письмова згадка про нього відноситься до 1780 року, коли він став кетхюдою (заступником) капудан паші Ґазі Гасан-паші. У 1786 році брав участь у поході до Єгипту, де повалено владу мамлюків на чолі з Ібрагім-беєм і Мурад-беєм.
У 1787 році після повернення Гаса-паші до Стамбула залишився в Єгипті, де допомагав валі Кекі Абді-паші. 2 грудня 1788 року призначається новим валі Єгипту. Водночас Кекі Абді-паша забажав повернути собі колишню посаду, відправивши для цього гінців з грошима до Стамбулу. Його підтримали беї мамлюків. Вже 3 січня 1789 року Ісмаїл-пашу було позбавлено посади й призначено вдруге Кекі Абді-пашу. Але 30 січня того ж року останнього було знову звільнено й вдруге призначено Ісмаїл-пашу.
Зміцнив владу султана в Нижньому Єгипті, але у Верхньому Єгипті вона переважно належала мамлюкам. Намагався відновлювати будови, серед яких реставрація будівлі богословської школи Аль-Азгар.
1791 року в Єгипті вирувала епідемія чуми, внаслідок чого помер шейх аль-балада Ісмаїл-бей. В результаті підтримка валі серед мамлюків істотно знизилася. У травні 1791 року Ісмаїл-пашу звільнено з посади й призначено пашею Морейського еялету. Втім лише після сплати боргів Єгипетського еялету до скарбниці султану зміг перебратися до Мореї.
У Мореї отримав також статус візира, але вже 1792 року Ісмаїл-пашу звільнено й арештовано за підозрою у зловживаннях. Після звільнення він перебрався до Тоскани, де невдовзі помер.